# Кеттето
Кеттето́ (фр. Quettetot) — колишній муніципалітет у Франції, у регіоні Нормандія, департамент Манш. Населення — 714 осіб (2011).
Муніципалітет був розташований на відстані близько 300 км на захід від Парижа, 100 км на захід від Кана, 60 км на північний захід від Сен-Ло.

## Історія
До 2015 року муніципалітет перебував у складі регіону Нижня Нормандія. Від 1 січня 2016 року належав до нового об'єднаного регіону Нормандія.
1 січня 2016 року Кеттето, Брикебек, Ле-Перк, Сен-Мартен-ле-Ебер, Ле-Вальдесі i Ле-Врето було об'єднано в новий муніципалітет Брикебек-ан-Котантен.

## Демографія
Динаміка населення (Insee ):
Розподіл населення за віком та статтю (2006):
| Стать | Всього | До 15 років | 15-24 | 25-44 | 45-64 | 65-85 | Понад 85 |
| --- | ------ | ----------- | ----- | ----- | ----- | ----- | -------- |
| Чоловіки | 352    | 94          | 55    | 93    | 78    | 32    | 0        |
| Жінки | 338    | 69          | 31    | 124   | 67    | 39    | 8        |
| \| Статево-вікова піраміда \| Статево-вікова піраміда \| Статево-вікова піраміда \| \| ----------------------- \| ----------------------- \| ----------------------- \| \| Чоловіки \| Вік \| Жінки \| \| 0 \| 85 + \| 8 \| \| 0 \| 80-84 \| 8 \| \| 4 \| 75-79 \| 4 \| \| 16 \| 70-74 \| 8 \| \| 12 \| 65-69 \| 19 \| \| 12 \| 60-64 \| 16 \| \| 23 \| 55-59 \| 12 \| \| 16 \| 50-54 \| 16 \| \| 27 \| 45-49 \| 23 \| \| 35 \| 40-44 \| 47 \| \| 27 \| 35-39 \| 27 \| \| 27 \| 30-34 \| 27 \| \| 4 \| 25-29 \| 23 \| \| 12 \| 20-24 \| 12 \| \| 43 \| 15-20 \| 19 \| \| 16 \| 10-14 \| 27 \| \| 43 \| 5-9 \| 23 \| \| 35 \| 0-4 \| 19 \| |        |             |       |       |       |       |          |
| Статево-вікова піраміда |        |             |       |       |       |       |          |
| Чоловіки | Вік    | Жінки       |       |       |       |       |          |
| 0 | 85 +   | 8           |       |       |       |       |          |
| 0 | 80-84  | 8           |       |       |       |       |          |
| 4 | 75-79  | 4           |       |       |       |       |          |
| 16 | 70-74  | 8           |       |       |       |       |          |
| 12 | 65-69  | 19          |       |       |       |       |          |
| 12 | 60-64  | 16          |       |       |       |       |          |
| 23 | 55-59  | 12          |       |       |       |       |          |
| 16 | 50-54  | 16          |       |       |       |       |          |
| 27 | 45-49  | 23          |       |       |       |       |          |
| 35 | 40-44  | 47          |       |       |       |       |          |
| 27 | 35-39  | 27          |       |       |       |       |          |
| 27 | 30-34  | 27          |       |       |       |       |          |
| 4 | 25-29  | 23          |       |       |       |       |          |
| 12 | 20-24  | 12          |       |       |       |       |          |
| 43 | 15-20  | 19          |       |       |       |       |          |
| 16 | 10-14  | 27          |       |       |       |       |          |
| 43 | 5-9    | 23          |       |       |       |       |          |
| 35 | 0-4    | 19          |       |       |       |       |          |

## Економіка
2010 року серед 459 осіб працездатного віку (15—64 років) 350 були активними, 109 — неактивними (показник активності 76,3%, у 1999 році було 69,3%). З 350 активних мешканців працювало 328 осіб (175 чоловіків та 153 жінки), безробітними було 22 (10 чоловіків та 12 жінок). Серед 109 неактивних 35 осіб було учнями чи студентами, 47 — пенсіонерами, 27 були неактивними з інших причин.

У 2010 році в муніципалітеті числилось 269 оподаткованих домогосподарств, у яких проживали 728,0 особи, медіана доходів виносила 16 896,5 євро на одного особоспоживача